# 佐世保中央信用組合

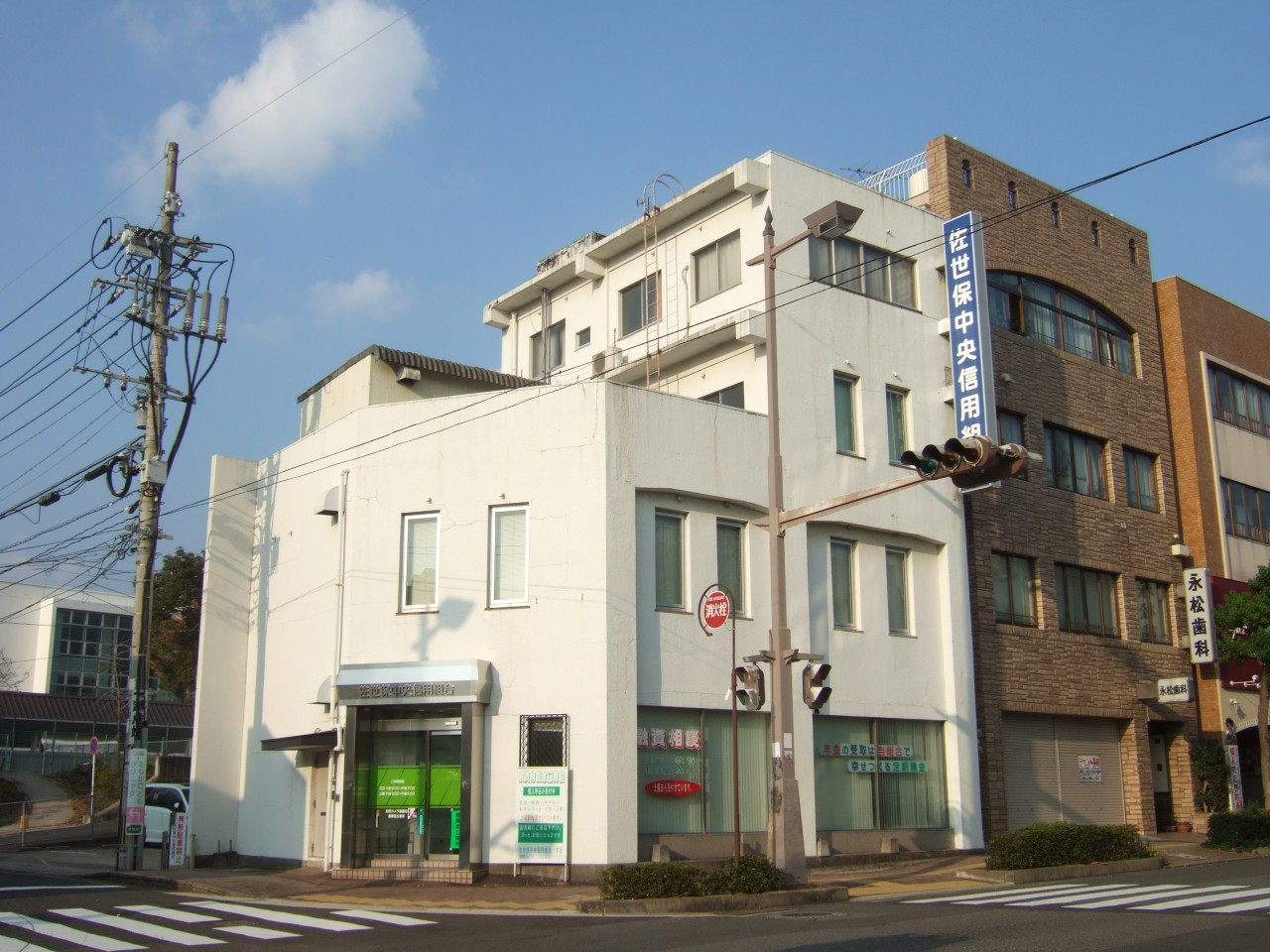
本店外観（2009年11月）
西海みずき信用組合発足後は「中央営業部」として存続していたが、本店への統合に伴い2019年11月8日をもって営業を終了。店舗は解体され駐車場となっている。

佐世保中央信用組合（させぼちゅうおうしんようくみあい）は、かつて長崎県佐世保市に本店を置いていた信用組合。2018年1月29日付で長崎県民信用組合と合併、西海みずき信用組合が発足された。

## 経歴
- 1960年6月 - 佐世保市京坪町に設立。翌月より業務が開始される。
- 1962年
  - 1月 - 佐世保市島地町へ移転。
  - 4月 - 初の支店となる南支店が開設される。
- 1963年7月 - 俵町支店が開設される。
- 1977年4月 - 本店を現在地の佐世保市宮崎町へ移転される。同時期に島地町支店が開設され、4店舗となる。
- 1988年12月 - 島地町支店が閉鎖され、現在の3店舗体制となる。
- 1993年12月 - 南支店が新築移転される。
- 2002年7月 - 営業地区を北松浦郡（6町）・西彼杵郡（4町）・東彼杵郡（3町）にも拡大される。
- 2018年1月 - 長崎県民信用組合と合併、西海みずき信用組合が発足した。

## 店舗
※：括弧内は店舗コード。
- 本店（001）/長崎県佐世保市宮崎町3-18
- 南支店（002）/長崎県佐世保市大宮町41-43
- 俵町支店（003）/長崎県佐世保市俵町4-15

## 脚註
1. ↑  佐世保の2信組合併　人口減など背景日本経済新聞 2017年4月14日
2. ↑  “合併決議のご通知” (PDF).   長崎県民信用組合 (2017年6月23日). 2017年12月22日閲覧。
3. ↑  “合併に関するQ&A” (PDF).   佐世保中央信用組合・長崎県民信用組合. 2019年3月3日閲覧。